# Pilatus PC-12
Pilatus PC-12 je enomotorno potniško/tovorno turbopropelersko letalo švicarskega proizvajalca Pilatus. Njegov konkurent je socata TBM. Večinoma se uporablja kot poslovno letalo, se pa uporablja tudi kot tovorno letalo, za medicinske prevoze, patruliranje meje, metanje padalcev, izvidništvo in letalsko fotografiranje. USAF oznaka je U-28A.
Pilatis je oznanil načrtovanje PC-12 na srečanju izdelovalcev poslovnih letal National Business Aviation Association (NBAA) oktobra 1989. Pri prototip so končali 1. maja 1991, prvi let je bil 31. maja istega leta. Švicarska certifikacija je bila 30. marca 1994, FAA pa 15. julija 1994.
Kot veliko drugih letal Pilatus, ima tudi PC-12 en turbopropelerski motor Pratt & Whitney Canada PT6 (PT6A-67B). PC-12 je certificiran, da ga lahko leti samo en pilot. Vendar je v praksi največkrat posadka največkrat dvočlanska. PC-12 ima 9 potnikov v "airline" verziji, 6 potnikov v poslovni verziji in combi verzijo s štirimi potniki in tovorom. Razmišljajo tudi o povsem tovorni verziji.
Pilatus je oznanil PC-12NG (Next Generation - nova generacija) na NBAA leta 2006.Imel bo močnejši motor Pratt & Whitney PT6A-67P, večjo hitrost vzpenjanja, večjo potovalno hitrost - 280 vozlov, Apex stekleni kokpit. Spremenili so tudi Winglete.

## Tehnične specifikacije
- Posadka: 1 ali 2
- Kapaciteta: največ 9 potnikov
- Tovor: 1 500 kg (3 502 lb)
- Dolžina: 14,40 m (47 ft 3 in)
- Razpon kril: 16,23 m (53 ft 3 in)
- Višina: 4,26 m (14 ft 0 in)
- Površina kril: 25,81 m² (277,8 ft²)
- Prazna teža: 2 761 kg (5 867 lb)
- Naložena teža: 4 700 kg (10 450 lb)
- Maks. vzletna teža: 4 740 kg (10 450 lb)
- Motor: 1 × Pratt & Whitney Canada PT6A-67B ali -67P turboprop, 895 kW (1 200 KM)
- Največja pristajalna teža: 4 500 kg (9 ,921 lb)
- Maks. tovor z največ goriva: 539 kg (1 189 lb)
- Propeler: Hartzell HC - E4A - 3D/E10477K – 4 kraki iz aluminija
- Premer propelerja: 2,67 m (8 ft 9 in)
- Obrati propelerja: 1 700 obratov/min

- Potovalna hitrost: 500 km/h
- Hitrost izgube vzgona: 120 km/h
- Višina leta (servisna): 9 150 m (30 000 ft)
- Hitrost vzpenjanja: 512 m/min na nivoju morja (1 680 ft/min)
- Obremenitev kril: 174,3 kg/m² (35,7 lb/ft²)
- Razmerje moč/teža: 3,7 kg/KM (8,2 lb/KM)
- Največji dolet: 4 149 km (2 593 mi) (2 239 nm)
- Vzletna razdalja: 450 m (1 475 ft)
- Pristajalna razdalja: 228 m (945 ft)

- Avionika: Honeywell Primus Apex (PC-12NG)